# Kirby's Dream Land
Kirby's Dream Land (Japans: 星のカービィ; Hoshi no Kābī; vertaling Kirby of the Stars) is een computerspel dat werd ontwikkeld door HAL Laboratory en uitgegeven door Nintendo. Het spel kwam in 1992 uit voor de Game Boy. Het was de eerste van de serie Kirby-spellen die werd ontwikkeld door Masahiro Sakurai. Het spel heeft vijf werelden en is 2D. Het spel is geschikt voor alle leeftijden.

## Gameplay
King Dedede heeft al het eten uit Dream Land gestolen. Het is aan de speler, die de rol van de held Kirby aanneemt, om het eten terug te halen.
De speler kan Kirby laten lopen, zwemmen, springen en vliegen. Hij kan vijanden verslaan door ze te verslinden of door, wanneer hij stopt met vliegen, ze omver te blazen.

## Levels
De meeste levels bevatten halverwege een mini-baas en op het eind een eindbaas:
| Naam            | Middenbaas                      | Eindbaas        |
| --------------- | ------------------------------- | --------------- |
| Green Greens    | Poppy Bros. Sr.                 | Whispy Woods    |
| Castle Lololo   | Lololo                          | Lololo & Lalala |
| Float Islands   | geen                            | Kaboola         |
| Bubbly Clouds   | Kracko Jr.                      | Kracko          |
| Mountain Dedede | Eindbazen uit voorgaande levels | King Dedede     |

## Ontwikkeling
Het personage Kirby was niet altijd de geplande held voor het spel. Oorspronkelijk was hij slechts een testpersonage dat door de ontwikkelaars werd gebruikt om het spel te testen tijdens de ontwikkeling. Later zou hij worden vervangen door het echte hoofdpersonage. De ontwikkelaars vonden Kirby echter zo leuk, dat ze uiteindelijk besloten van hem de definitieve held te maken.
Kirby’s originele naam was Popopo (ポポポ), en het spel zou Twinkle Popo (ティンクル・ポポ, Tinkuru Popo) gaan heten.
Tijdens de productie stond Kirby’s kleur nog niet vast. Masahiro Sakurai wilde hem roze maken, maar Shigeru Miyamoto dacht dat geel beter zou staan. Uiteindelijk besloot Nintendo voor de roze kleur te gaan. In latere spellen kreeg Kirby ook andere kleuren.

## Ontvangst
| Beoordeeld door                | Jaar | Platform     | Score |
| ------------------------------ | ---- | ------------ | ----- |
| Joystick (French)              | 1992 | Game Boy     | 96%   |
| GamePro (US)                   | 1992 | Game Boy     | 90%   |
| Power Play                     | 1992 | Game Boy     | 72%   |
| ASM (Aktueller Software Markt) | 1993 | Game Boy     | 83%   |
| All Game Guide                 | 1998 | Game Boy     | 80%   |
| HonestGamers                   | 2008 | Game Boy     | 40%   |
| Nintendo Life                  | 2009 | Game Boy     | 70%   |
| IGN                            | 2011 | Nintendo 3DS | 80%   |
| Mag'64                         | 2011 | Nintendo 3DS | 75%   |
| Pocket Gamer UK                | 2011 | Nintendo 3DS | 50%   |

## Trivia
- Als de speler het spel 20 seconden pauzeert, gaat Kirby dansen.